# Blato (Zagreb)
Blato je gradsko naselje (kvart) u sastavu Grada Zagreba koje se nalazi na jugozapadnom dijelu Novog Zagreba i pripada gradskoj četvrti Novi Zagreb – zapad. Mjesni odbor Blato obuhvaća površinu od 670,07 hektara, a godine 2021. brojao je 2869 stanovnika.
Na istoku preko željezničke pruge graniči s Botincem, na zapadu s gradskom četvrti Trešnjevka – jug, točnije s Jarunom, na sjeveru s Remetincem te na jugu s Lučkom i Hrvatskim Leskovcem. Kvart ima mnogo kuća i nešto malo stambenih trokatnica.[nedostaje izvor] U kvartu prevladavaju ruralna obilježja. Kvart je poznat po (nikad dovršenoj) i oronuloj Sveučilišnoj bolnici Zagreb. Prednost pruža takvu što se nalazi u blizini koncertne dvorane Arena Zagreb (2 km) i trgovačkog centra Arena centar (2 km) i Avenue Mall-a (6 km), a isto tako u neposrednoj blizini Avenue Mall-a su i Zagrebački velesajam i Zagrebački hipodrom.

## Prometna povezanost
U njemu se nalazi Jadranska avenija tzv. glavna državna prometnica koja vodi u Gorski kotar (77 km daleko, 50 minuta vožnje), Liku (110 km daleko, 1 sat vožnje), najbližeg dijela Jadranskog mora, točnije Rijeku (150 km daleko, 2 sata vožnje), Istru (180 km daleko, 2 sata vožnje), Dalmaciju točnije Zadar (280 km daleko, 3 sata vožnje), Šibenik (340 km daleko, 4 sata vožnje), Split (400 km daleko, 4 sata vožnje), Makarsku (460 km daleko, 5 sati vožnje), Dubrovnik (630 km daleko, 7 sati vožnje) itd., i Karlovačka cesta tzv. cestovni koridor koji vodi u Grad Jastrebarsko i Grad Karlovac. 

## Infrastruktura
Kvart nema niti svoj poštanski ured niti željezničku stanicu. Najbliža željeznička stanica se nalazi na Remetincu. Kvart ima par malih trgovina, par kafića, dva dječja vrtića, samostan Monfortanaca, Nogometni klub Blato i malu kapelicu. Jedina veća trgovina u kvartu je Kaufland.[nedostaje izvor] Poštanski broj kvarta je 10020.

### Osnovna škola Savski Gaj – Blato
Godine 2022. izgrađena je OŠ Blato, područna škola matične OŠ Savski Gaj, nakon 15 godina planiranja. Važnost je ovog projekta bila preopterećenost matične škole, koja je u trenu izgradnje područne brojala 1150 učenika i time se plasirala kao najveća škola u Zagrebu, a ravnatelj Matija Bajić izjavio je i da je škola bilježila rast of 50 novih učenika godišnje. Nova područna škola pružila je smještaj za oko 200 učenika, a gradonačelnik Tomislav Tomašević najavio je da će inzistirati na dobavljanju zemljišta i za izgradnju vrtića te osmogodišnje osnovne škole u Blatu pri izradi novog generalnog urbanističkog plana. Ova je škola izgrađena na mjestu stare OŠ Blato, izgrađene sredinom 20. stoljeća i u međuvremenu ugašene.
Nova OŠ Blato izgrađena je za 30 milijuna kuna. Ukupna površina iznosi 1500 m2, na kojoj se nalazi osam učionica, sportska dvorana, kuhinja i knjižnica. Nastavu održava u jednoj smjeni.

## Stanovništvo
Prema popisu stanovništva iz 2011. godine, u mjestu je živjelo 2553 stanovnika. Popis stanovništva 2021. godine zabilježio je nešto više, 2869 stanovnika.